# Jacco Bregonje
Jacco Bregonje (1964) is een Nederlands industrieel ontwerper.
Bregonje studeerde in 1990 af aan de Academie voor Industriële Vormgeving in Eindhoven. Na zijn studie werkte hij drie jaar lang met Paul van Leeuwen. Bregonje wilde een andere kant op met het ontwerpen, daarom ging hij voor een jaar naar het buitenland. In Milaan, waar hij jaar lang werkte, kwam hij in contact met het Italiaanse deel van Whirlpool Corporation. Daar werd hij industrieel ontwerper. Hij verdiepte zich in verschillende takken van het vak, waaronder de technische kanten.
Sinds november 2001 is Bregonje als zelfstandig ontwerper gevestigd in Italië. Voor een Italiaanse meubelfabrikant ontwierp hij de bank Diva en de stoel Divina. Dit laatste ontwerp werd in Eindhoven
gekozen tot nieuwe Nederlandse designklassieker.
Bregonje exposeerde regelmatig in en buiten Nederland, onder andere in Parijs, San Francisco en Milaan.
Het San Francisco Museum of Modern Art bezit werk van Bregonje in haar collectie.